# Süddeutsche Handballmeisterschaft 1960
Die Süddeutsche Handballmeisterschaft 1960 war die elfte vom SHV ausgerichtete Endrunde um die Süddeutsche Meisterschaft im Hallenhandball der Männer. Sie wurde vom 5. bis 6. März 1960 in der Killesberghalle VI in Stuttgart ausgespielt.

## Turnierverlauf

Landkarte Regionalverbände
Die beiden linken blauen Felder umfassten zu der Zeit den Bereich des Süddeutschen Handballverbandes SHV

Meister wurde der TC Frisch Auf Göppingen, der sich damit für die Endrunde zur Deutschen Meisterschaft 1960 in Stuttgart qualifizierte, bei der die Göppinger auch die Deutsche Meisterschaft gewannen.

### Modus
Teilnahmeberechtigt waren jeweils die Meister und Vizemeister von der Endrunde Baden, Verbandsliga Südbaden, Verbandsliga Württemberg und der Bayernliga. Es wurde eine Vorrunde in zwei Gruppen gespielt. Die zwei bestplatzierten Teams jeder Gruppe nahmen an der Endrunde zur Süddeutschen Meisterschaft teil. Meister und Vizemeister waren für die Endausscheidung zur Deutschen Meisterschaft qualifiziert.

### Teilnehmer
| - Gruppe A - FT 1844 Freiburg - TS Durlach 1846 - Post SV München (BY) - TS Göppingen | - Gruppe B - TSV 1860 Ansbach (BY) - TC Frisch Auf Göppingen - SG 07 St. Leon - TV 1893 Baiersbronn |  |

* Vorrundensieger fett gedruckt 

### Endrunde
TSV 1860 Ansbach 	- 	FT 1844 Freiburg 	7 	: 	4
FA Göppingen 	- 	TS Durlach 1846 	15 	: 	10
TSV 1860 Ansbach 	- 	TS Durlach 1846 	15 	: 	4
FA Göppingen 	- 	FT 1844 Freiburg 	12 	: 	4
FT 1844 Freiburg 	- 	TS Durlach 1846 	11 	: 	9
FA Göppingen 	- 	TSV 1860 Ansbach 	6 	: 	4

### Endrundentabelle
Saison 1959/60 
|    | Mannschaft                  | Spiele | Punkte |
| -- | --------------------------- | ------ | ------ |
| 1. | TC Frisch Auf Göppingen (M) | 3      | 6:0    |
| 2. | TSV 1860 Ansbach            | 3      | 4:2    |
| 3. | FT 1844 Freiburg            | 3      | 2:4    |
| 4. | TS Durlach 1846             | 3      | 0:6    |

Süddeutscher Meister und für die Endrunde zur Deutschen Meisterschaft 1960 qualifiziert

Für die Endrunde zur Deutschen Meisterschaft 1960 qualifiziert

## Frauen
Süddeutsche Meisterschaft
- 1. 1. FC Nürnberg